# Crucea (Constanța)
Crucea es una comuna rumana del condado de Constanța.

## Geografía
La comuna está ubicada en la región de Dobruja septrional.

## Historia
En la segunda mitad del siglo XX la comuna de Crucea había quedado compuesta por las localidades de Crucea (la capital), Băltăgești, Crișan, Gălbiori, Stupina y Șiriu. En el censo de 2021 la comuna tenía una población de 3010 habitantes.